# Увайсов, Сугури Давдиевич
Сугури Давдиевич Увайсов (29 декабря 1935, село Вачи, Кулинский район — 10 августа 2021) — российский лакский поэт, прозаик и драматург. Заслуженный работник культуры республики Дагестан (1997), лауреат премии имени Р. Гамзатова (2007) и Государственной премии республики Дагестан (2009). Народный писатель Дагестана (2012).

## Биография
Сугури Увайсов родился 29 декабря 1935 года. Окончил в Махачкале Дагестанский государственный университет. Первые стихотворные опыты были опубликованы еще в 1953 году в дагестанском альманахе «Дружба». В 1958 году была издана первая книга стихов молодого поэта «Зеленая ветка». В 1960 году была выпущена грампластинка с песнями на его стихи. Исполняла песни заслуженная артистка Дагестана Тагират Магомедова. Впоследствии его юмористические рассказы и стихи печатались в таких изданиях как «Мурзилка», «Крокодил», «Дон», еженедельнике «Литературная Россия».
С 1981 года член Союза писателей СССР. Поэт является поистине трудоголиком. В 1967 году выходит в печати книга стихов и поэм «Раскаленный уголек». В дальнейшем такие сборники как "Короче говоря (1985), «Песня о солнце» (1978), «Мой парусник» (1986), «За солнцем» (1988), «Здравствуйте» (1991), «Голос осени» (1993), «Ахи и охи» (2000), «Волчий след» (2004), «На грани лет» (2006). Является автором и детских пьес. Его пьеса для детей «Дружите с нами» была поставлена в 1962 году в Махачкалинском дворце пионеров. А пьеса для театра кукол «Солнце над шайтан-скалой» была переведена на украинский и белорусский языки.
Умер 10 августа 2021 года.

## Творчество. Книги.
- «Зеленая ветка» (1958)
- «Раскаленный уголек» (1967)
- «Песня о солнце» (1978)
- «Мой парусник» (1986)
- «Здравствуйте» (1991)
- «Жаворонок» (1994)
- «От сердца к сердцу» (1998)
- «Ахи и охи» (2000)
- «Волчий след» (2004)
- «На грани лет» (2006)

## Награды и премии
- Заслуженный работник культуры Республики Дагестан (1997)
- Почётная грамота Республики Дагестан (2001)[2]
- Лауреат премии по литературе имени Р. Гамзатова (2007)
- Лауреат Государственной премии республики Дагестан (2009)
- Народный писатель Республики Дагестан (2012)